# Theodor Georg Rakus
Theodor Georg Rakus, eigentlich Rakns (* 30. September 1869 in Stefanau, Mähren; † 10. Dezember 1929 in Salzburg) war ein österreichischer Studentenführer, Arzt und Gesandter.

## Leben
Rakus absolvierte die Theresianische Akademie und danach ein Medizinstudium in Wien, während dem er in den Verein deutscher Hochschüler Philadelphia im Waidhofener Verband eintrat. In seiner denkwürdigen Rede in den Sophiensälen im Dezember 1897 prägte er den Begriff Los von Rom, den Georg Ritter von Schönerer von ihm übernahm.
Später diente er im Ersten Weltkrieg an der italienischen Front als Oberstarzt. Nach dem Krieg ließ er sich in Salzburg als Zahnarzt nieder und bekleidete daneben das Amt eines königlich schwedischen Vizekonsuls. Dort änderte er seinen Namen auf Rakns. Er bewirkte während des Ersten Weltkrieges durch seine Kontakte fruchtbringende Hilfe aus Skandinavien für hungernde österreichische Kinder. Auch pflegte er Beziehungen zu Svante Arrhenius, dem schwedischen Physiker und Nobelpreisträger, der zu seinen engsten Freunden zählte.
Rakns hatte große Verdienste um die Ermöglichung der Feuerbestattung in Österreich und wurde daher auch in einem Ehrengrab am Salzburger Kommunalfriedhof beigesetzt. Da er mit seiner Frau Emma (geb. Fünkh) nur zwei weibliche Nachkommen hatte (Ingeborg * 1902, später verheiratete Haagen, und Frigga * 1905, später verheiratete Biebl), gilt der Name Rakns als ausgestorben.